# Trachypithecus
Genre
Trachypithecus est un genre de singes de la famille des Cercopithecidae, dont la classification est encore discutée, éventuellement répartis en deux sous-genres : Kasi et Trachypithecus. Ce genre regroupe des singes appelés semnopithèques, entelles ou langurs en français.

## Liste de sous-genres et espèces
Selon Mammal Species of the World (version 3, 2005)  (15 févr. 2011) qui distingue deux sous-genres :
- sous-genre Trachypithecus (Kasi)
  - groupe de T. vetulus
    - Trachypithecus vetulus (Erxleben, 1777) - Semnopithèque blanchâtre[2],[3]
    - Trachypithecus johnii (J. Fischer, 1829) - Semnopithèque du Nilgiri[2], Langur du Nilgiri[3]
- sous-genre Trachypithecus (Trachypithecus)
  - groupe de T. cristatus
    - Trachypithecus auratus (É. Geoffroy Saint-Hilaire, 1812) - Semnopithèque noir[2],[3], Semnopithèque étoilé[2], Langur de Java[2]
    - Trachypithecus cristatus (Raffles, 1821) - Semnopithèque à coiffe[2],[3], Semnopithèque à crête[3], Budeng[4], Langur argenté[5]
    - Trachypithecus barbei (Blyth, 1847) - Semnopithèque de Barbe[2]
    - Trachypithecus germaini (Milne-Edwards, 1876) - Gibbon blanc[2]

  - groupe de T. obscurus
    - Trachypithecus obscurus (Reid, 1837) - Semnopithèque obscur[2],[3]
    - Trachypithecus phayrei (Blyth, 1847) - Semnopithèque de Phayre[2],[3]

  - groupe de T. pileatus
    - Trachypithecus pileatus (Blyth, 1843) - Semnopithèque à bonnet[2],[3], Entelle pileux[2], Langur à capuchon[4]
    - Trachypithecus shortridgei (Wroughton, 1915)
    - Trachypithecus geei (Khajuria, 1956) - Semnopithèque de Gee[2], Entelle doré[2],[3],[4], Langur doré[3],[4], Semnopithèque doré[4]

  - groupe de T. pileatus
    - Trachypithecus francoisi (Pousargues, 1898) - Semnopithèque de François[2],[4], Langur de François[4]
    - Trachypithecus poliocephalus (Pousargues, 1898)
    - Trachypithecus laotum (Thomas, 1911)  - Semnopithèque du Laos[2]
    - Trachypithecus delacouri (Osgood, 1932) - Langur de Delacour[2]
    - Trachypithecus hatinhensis (Dao, 1970)  - Semnopithèque de Hà Tin[2] ou Langur de Hatinh [6]
    - Trachypithecus ebenus (Brandon-Jones, 1995) - Langur noir[2]

Selon ITIS (3 mars 2019) :
- Trachypithecus auratus (É. Geoffroy Saint-Hilaire, 1812)
- Trachypithecus barbei (Blyth, 1847)
- Trachypithecus crepusculus (Elliot, 1909)
- Trachypithecus cristatus (Raffles, 1821)
- Trachypithecus delacouri (Osgood, 1932)
- Trachypithecus ebenus (Brandon-Jones, 1995)
- Trachypithecus francoisi (de Pousargues, 1898)
- Trachypithecus geei Khajuria, 1956
- Trachypithecus germaini (A. Milne-Edwards, 1877)
- Trachypithecus hatinhensis (Dao, 1970)
- Trachypithecus laotum (Thomas, 1921)
- Trachypithecus leucocephalus Tan, 1957
- Trachypithecus margarita (Elliot, 1909)
- Trachypithecus mauritius (Griffith, 1821)
- Trachypithecus obscurus (Reid, 1837)
- Trachypithecus phayrei (Blyth, 1847)
- Trachypithecus pileatus (Blyth, 1843)
- Trachypithecus poliocephalus (Trouessart, 1911)
- Trachypithecus selangorensis Roos, Nadler & Walter, 2008
- Trachypithecus shortridgei (Wroughton, 1915)